# Blepharosis retrahens
Blepharosis retrahens är en fjärilsart som beskrevs av Drau 1950. Blepharosis retrahens ingår i släktet Blepharosis och familjen nattflyn. Inga underarter finns listade i Catalogue of Life.